# مانشستر يونايتد 4–3 مانشستر سيتي (2009)
أقيمت المباراة الأولى بين مانشستر يونايتد ومانشستر سيتي لحساب الدوري الإنجليزي الممتاز 2009–10 لكرة القدم يوم 20 سبتمبر 2009 على ملعب أولد ترافورد، ترافورد. كانت هذه مباراة الديربي رقم 153 بين الناديين. قبل المباراة، كان الفريقان متساويين في النقاط بعد أن فاز كل منهما بأربع مباريات في الأسابيع الأولى من الموسم، وكان يُنظر إلى سيتي، الذي أنفق أموالاً طائلة، على أنه تهديد جديد ليونايتد، الذي كان القوة المهيمنة في كرة القدم الإنجليزية لأكثر من 15 عامًا.
خلال فترة الانتقالات الصيفية [الإنجليزية]، غادر المهاجم كارلوس تيفيز مانشستر يونايتد بشكل مثير للجدل للانضمام إلى مانشستر سيتي، وكانت المباراة بمثابة عودته لمواجهة النادي الذي حقق معه نجاحًا كبيرًا خلال فترة وجوده لمدة عامين. وكان بديله في يونايتد هو المهاجم المخضرم مايكل أوين، الذي تعرض لانتقادات شديدة بسبب سجل إصاباته ومكانته كلاعب حر غير مرغوب فيه. طوال الصيف وخلال فترة الاستعداد للمباراة، انخرط أليكس فيرغسون ولاعبه السابق مارك هيوز، مدربا مانشستر يونايتد ومانشستر سيتي على التوالي، في حرب كلامية قوية عبر وسائل الإعلام، في محاولة لتقليل كل منهما للآخر. فيرغسون، الذي تولى تدريب مانشستر يونايتد لمدة 23 عاما تقريبا، أدلى ببعض من تصريحاته الشهيرة اللاذعة تجاه سيتي خلال هذه الفترة.
وفي المباراة نفسها، افتتح واين روني التسجيل مبكرا، لكن خطأ من بن فوستر قرب مرمى يونايتد سمح لتيفيز بتمرير كرة حاسمة لجاريث باري الذي وقَّع هدف التعادل لمانشستر سيتي. وسجل دارين فليتشر لاعب يونايتد وكريج بيلامي لاعب سيتي هدفين لكل منهما لتصبح النتيجة 3–3 قبل أربع دقائق من الوقت المحتسب بدل الضائع، قبل أن يضمن أوين الفوز لأصحاب الأرض في الدقيقة 90+6. بعد المباراة، وصف فيرغسون المنتصر المواجهة بأنها "أفضل مباراة ديربي على الإطلاق".  في عام 2012، تم التصويت على المباراة باعتبارها الأفضل في العقدين الأولين من الدوري الإنجليزي الممتاز في جوائز الدوري الإنجليزي الممتاز 20 موسمًا [الإنجليزية]، ويُنظر إليها على أنها الأولى في سلسلة من المباريات التي ساعدت في تطور التنافس من ديربي محلي صغير إلى مباراة بين فريقين من النخبة. يعتبر الهدف الذي سجله أوين والأداء الشامل الذي قدمه ريان غيغز، الذي منح ثلاث تمريرات حاسمة خلال المباراة، من أبرز الأحداث في مسيرة كل لاعب.
كانت هذه أول مباراة من أصل أربع مباريات لعبت بين الفريقين خلال الموسم؛ حيث تنافسا في نصف نهائي كأس الرابطة من مباراتين في يناير 2010، تلاها مباراة العودة في الدوري على ملعب مدينة مانشستر في أبريل. فاز يونايتد بثلاث من أصل أربع مباريات، وسجل هدف الفوز في الوقت بدل الضائع في كل مناسبة. ولعب تيفيز دورا محوريا مع تزايد التنافس بين الفريقين، حيث سجل أو ساعد في إحراز هدف في كل من المباريات الثلاث الأولى، وفي مناسبات عديدة اشتبك مع قائد فريق يونايتد غاري نيفيل على أرض الملعب ومن خلال وسائل الإعلام. وشهدت كل مباراة حوادث استدعت اهتمام الشرطة، مما أدى إلى اعتقال العديد من الأشخاص وتعزيز الوجود الأمني في كل مباراة.

## خلفية
ديربي مانشستر هو مباراة تقام بين فريقين لكرة القدم من منطقة مانشستر الكبرى: مانشستر يونايتد ومانشستر سيتي . قبل هذه المباراة، كان هناك 152 لقاء بين الجانبين، الأول أقيم في عام 1881. انتهت المباراة غير الرسمية بفوز نيوتن هيث (الذي أصبح فيما بعد مانشستر يونايتد) بنتيجة 3–0 على ويست جورتون (مانشستر سيتي). كان أول لقاء تنافسي خلال الأدوار التأهيلية لكأس الاتحاد الإنجليزي في عام 1891، والذي فاز فيه نيوتن هيث بنتيجة 5–1. كانت أخر مباراة بين الفريقين على ملعب أولد ترافورد في مايو 2009، عندما فاز يونايتد 2–0 بفضل هدفي كريستيانو رونالدو وكارلوس تيفيز. في المجمل، حقق يونايتد 62 انتصارا في المواجهات الرسمية على منافسه؛ وفاز سيتي بـ41 مباراة، وحضر التعادل 49 مرة. منذ منتصف سبعينيات القرن العشرين، كان مانشستر يونايتد هو الفريق الأفضل أداءً بين أندية مانشستر؛ فقد أنهى الموسم فوق سيتي كل عام منذ عام 1990، وفي مرحلة ما كان متقدمًا بدرجتين عن منافسيه المحليين. في حين فاز يونايتد بالعديد من الألقاب الكبرى، بما في ذلك 11 لقبًا للدوري وثلاثة ألقاب أوروبية، خلال السنوات العشرين السابقة، لم يفز سيتي بأي لقب كبير لأكثر من 30 عامًا، وقضى 10 مواسم من أصل 19 موسمًا بين عامي 1983 و2002 خارج الدرجة الممتازة.

### "مرحبا بك في مانشستر": تيفيز ينضم إلى مانشستر سيتي
في فترة الانتقالات الصيفية التي سبقت المباراة، غادر المهاجم الأرجنتيني تيفيز يونايتد بعد أن أمضى عامين مع النادي، وانضم إلى مانشستر سيتي في صفقة انتقال مثيرة للجدل شملت مالكيه من جهة خارجية [الإنجليزية]، شركة ميديا سبورت للاستثمار [الإنجليزية]. اعتقد تيفيز أن أنصار يونايتد سيتقبلون الانتقال ولن ينظروا إليه كخائن، وألقى باللوم على مدرب يونايتد السير أليكس فيرغسون في رحيله عن النادي، مدعيًا أن فيرغسون لم يتصل به بشأن تمديد عقده الأولي الذي يمتمد لعامين. في كتابه الصادر عام 2015 بعنوان "القيادة: التعلم من الحياة وسنواتي في مانشستر يونايتد"، حمَّل فيرغسون مسؤولية عدم توقيع عقد جديد مع تيفيز لموكله كيا جورابشيان [الإنجليزية]، وكتب "بدا الأمر وكأننا نستأجره حتى يتمكن جورابشيان من حسم صفقة أفضل في مكان آخر". 
بعد الانتقال، كشف مانشستر سيتي عن لوحة إعلانية في وسط مدينة مانشستر تحمل صورة تيفيز وعبارة "مرحبًا بك في مانشستر".  كانت اللوحة الإعلانية فكرة مدير العلامة التجارية والتسويق في مانشستر سيتي ديفيد بولان، الذي أقنع الرئيس التنفيذي للنادي غاري كوك باعتماد اللوحة الإعلانية.  وتساءل جيفري ماركوس من صحيفة نيويورك تايمز الأمريكية عما إذا كانت نية مانشستر سيتي هي إظهار أن تيفيز قد وجد مدينة مختلفة عن "مانشستر المتغطرسة التي يمثلها يونايتد المشهور وطنيا ودوليا، والذي لديه عدد أكبر من المشجعين في الخارج مقارنة بما لديهم في الداخل".  صُممت اللوحة الإعلانية من قبل وكالة الإعلان أنومالي [الإنجليزية]ومقرها نيويورك ، والتي حصلت على 30 ألف جنيه إسترليني مقابلها.  أدت هذه الخطوة إلى وصف فيرغسون لمانشستر سيتي بأنه "نادي صغير بعقلية صغيرة"؛  كما قال إن ليفربول وتشيلسي هما المنافسان الرئيسيان لمانشستر يونايتد على اللقب، وليس سيتي. رد مدرب السيتي مارك هيوز قائلاً إن اللوحة الإعلانية كانت "ممتعة بعض الشيء"،  واعتبر تعليقات فيرغسون بمثابة علامة على الاحترام.
بعد السماح لكل من رونالدو وتيفيز بالرحيل في نفس فترة الانتقالات، اختار يونايتد التعاقد مع مايكل أوين في صفقة انتقال مجانية بعد انفصاله عن نيوكاسل يونايتد. وفي مقال كتبه في صحيفة الغارديان، وصف الصحفي المقيم في مانشستر دانييل تايلور هذه الخطوة بأنها "مدهشة"؛ إذ كان أوين لاعبًا سابقًا في ليفربول ولديه تاريخ طويل من الإصابات، ولم يرتبط سوى بأندية في النصف السفلي من الدوري. وزعم فيرغسون أنه اختار أوين لأن لاعبين آخرين، مثل دافيد فيا وسيرخيو أغويرو، كانا مكلفين للغاية ماديًا.   بعد أن سجل يونايتد هدفًا واحدًا فقط في أول مباراتين (فوز 1–0 على برمنغهام سيتي ، وهزيمة 1–0 أمام بيرنلي الصاعد حديثًا)، تعرض فيرغسون وأوين لانتقادات من قبل أقسام من وسائل الإعلام والجماهير. سجل أوين هدفه الأول مع يونايتد - وهو الأول له في كرة القدم التنافسية منذ أكثر من سبعة أشهر - في المباراة الثالثة للنادي في الدوري هذا الموسم، والتي انتهت بفوز الفريق 5–0 على ويغان أثلتيك في ملعب دي دبليو، وبعد ذلك قال إنه "يتوقع الاستمرار وتسجيل المزيد من الأهداف بقميص يونايتد". 

### قبل المباراة

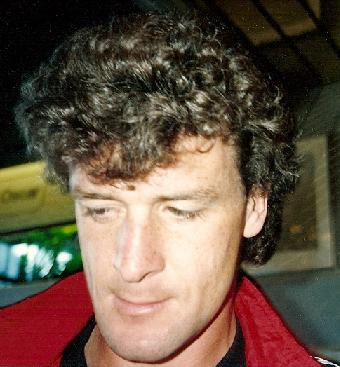
مدرب مانشستر سيتي مارك هيوز خلال أيام لعبه مع مانشستر يونايتد.

قبل المباراة، كان يونايتد يحتل المركز الثاني في جدول ترتيب الدوري الإنجليزي الممتاز بعد خمس مباريات، بفارق ثلاث نقاط عن تشيلسي المتصدر. وكان مانشستر سيتي في المركز الرابع متساويا في النقاط مع يونايتد وليفربول وتوتنهام هوتسبير وأستون فيلا، لكن مع مباراة منقوصة عن الجميع باستثناء ليفربول. فاز يونايتد بأربع مباريات من أصل خمس، بينما فاز مانشستر سيتي بجميع مبارياته الأربع الأولى؛  وكان الفوز 4–2 على أرسنال بمثابة أفضل بداية له في الموسم منذ موسم 1961–62. تم اختيار المباراة من قبل قناة سكاي سبورتس لتغطيتها التليفزيونية، وتم نقل المباراة إلى يوم الأحد بعد الظهر ووقت انطلاق المباراة هو 13:30 التوقيت الصيفي البريطاني.
في الأسبوع الذي سبق المباراة، والتي وصفتها هيئة الإذاعة البريطانية بأنها "واحدة من أكثر مباريات الديربي المنتظرة منذ سنوات"،  أدلى كل من فيرغسون وهيوز، بالإضافة إلى لاعبين من كلا الناديين، بتعليقات حول خصومهم في الصحافة.  وبينما اعترف بأن التنافس "ارتفع إلى درجة أعلى" في الأشهر السابقة،  وأن سيتي أصبح "مغرورًا بعض الشيء"،  قال فيرغسون إن المباريات ضد ليفربول ستكون دائمًا "مباراة الديربي".  عندما سُئل عما إذا كان يونايتد سيخوض المباراة مستقبلا كفريق مستضعف، أجاب فيرغسون: "ليس في حياتي".  صرح هيوز بأنه "مسرور" بالانزعاج الذي يسببه مانشستر سيتي لمنافسيه، وقال إن فيرغسون "سئم وتعب" من الأسئلة التي وجهتها إليه وسائل الإعلام حول مانشستر سيتي بدلاً من فريقه.  ردد هيوز، الذي لعب لمانشستر يونايتد في فترتين منفصلتين في الثمانينيات والتسعينيات، عندما كان النادي يحاول الإطاحة بليفربول، تعليقًا أدلى به فيرغسون ذات مرة بقوله "سيكون أعظم إنجاز لي هو إزاحة يونايتد عن المركز الأول لأنه يشكل تحديًا كبيرًا"، وللقيام بذلك سيحتاجون إلى التغلب على يونايتد.
حذر فيرغسون تيفيز من أنه سيواجه استقبالاً عدائيًا من جماهير يونايتد إذا لعب، لكنه قال إنه لا يزعجه ما إذا كان تيفيز سيشارك، وكان سعيداً لأن "لاعبهم النجم"، إيمانويل أديبايور، لم يكن متاحاً بسبب الإيقاف. ورد هيوز قائلاً إن يونايتد أصبح أضعف لأنه خسر "لاعبين مهمين" هما رونالدو وتيفيز دون أن يتمكن من تعويضهما. اعتقد هيوز أيضًا أن أداء يونايتد في بداية الموسم قد تراجع بسبب رحيل اللاعبين. قال تيفيز إنه يعتقد أن جماهير يونايتد لن تطلق عليه صيحات الاستهجان لأنهم لا يعتبرونه خائنًا، وتوقع أن يفوز سيتي إذا تمكن من الاستفادة من الأخطاء الدفاعية.
قال باتريس إيفرا مدافع مانشستر يونايتد إنه يعتقد أن المباراة "أكثر خصوصية هذا الموسم"، وأنها ستكون "مباراة مذهلة"،  ومازح بأنه إذا أطلق مشجعو مانشستر يونايتد صيحات الاستهجان ضد صديقه تيفيز، فسوف ينضم إليهم. واعترف إيفرا بأن مانشستر سيتي أصبح الآن ناديًا طموحًا، قائلًا إن يونايتد مصمم على منعهم من أن يصبحوا "ملوكًا" لمانشستر.  اتفق زملاء إيفرا في الفريق نيمانيا فيديتش وريو فرديناند على أن مانشستر سيتي أصبح منافسًا أكثر شراسة. وقال لاعب وسط مانشستر سيتي نايجل دي يونغ إن مانشستر كانت "في حالة من النشاط" قبل المباراة حيث أصبح هناك الآن ناديان كبيران في المدينة، في حين كان المدافع كولو توريه ولاعب الوسط ستيفن آيرلند متحمسان باحتمالية الفوز لوضع مانشستر سيتي أمام يونايتد في جدول الترتيب. وقال مدافع السيتي سيلفينيو إن فوز الفريق على أرسنال منحهم ثقة إضافية.

## المباراة

### قائمتا الفريقين

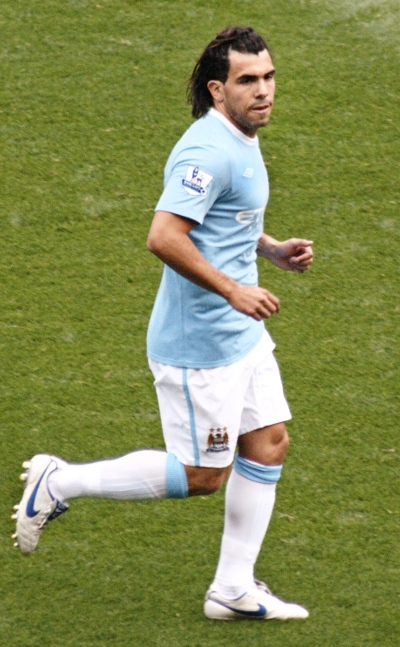
انتقل كارلوس تيفيز من مانشستر يونايتد إلى مانشستر سيتي في الصيف، وبدأ المباراة ضد ناديه السابق

غاب عن صفوف مانشستر يونايتد عدة لاعبين بسبب الإصابة. وكان بول سكولز يقضي عقوبة الإيقاف لمباراة واحدة، كما كانت مشاركة ريو فرديناند محل شك بسبب إصابته في ربلة الساق، على الرغم من تعافيه في النهاية ليبدأ المباراة. تم استبعاد غابرييل أوبيرتان (الساق)، رافائيل (الكتف)، أدوين فان در سار (الإصبع)، وأوين هارغريفز (الركبة) بسبب الإصابة. بدأ الهداف الرائد واين روني، الذي سجل خمسة أهداف في أول خمس مباريات لمانشستر يونايتد في الدوري، في التشكيل الأساسي مشكلا ثنائية هجومية مع ديميتار برباتوف. دخل بارك جي سونغ بديلا لسكولز الموقوف، وكان التغيير الوحيد في التشكيلة الأساسية ليونايتد منذ المباراة السابقة في الدوري الإنجليزي الممتاز أمام توتنهام، والتي طرد فيها اللاعب بسبب حصوله على بطاقتين صفراوين.
كان مانشستر سيتي بدون هدافه إيمانويل أديبايور، الذي اتُهم بالسلوك العنيف في مباراته الأخيرة ضد أرسنال وكان يقضي عقوبة الإيقاف لثلاث مباريات والتي تخلى سيتي عن الطعن عليها.  وحل تيفيز بدلاً منه، والذي كانت هناك شكوك حول إصابته، لكنه أصبح جاهزًا بما يكفي للبدء في عودته إلى ملعب ناديه السابق، في التغيير الوحيد لمانشستر سيتي. غاب عن مانشستر سيتي بداعي الإصابة كل من روبينيو (الكاحل)، ومايكل جونسون (الفخذ)، وفينسنت كومباني (القدم)، وروكي سانتا كروز (الركبة).

### الملخص

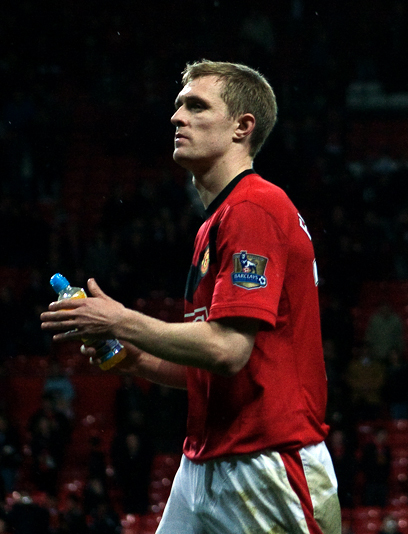
سجل دارين فليتشر هدفين لمانشستر يونايتد.

انطلقت المباراة في حدود الساعة 13:30 (ت.ص.ب) أمام حشد من 75،066 مشجعًا في ملعب أولد ترافورد التابع لمانشستر يونايتد. تقدم يونايتد في الدقيقة الثانية، حيث منحت رمية تماس سريعة من غيغز إيفرا المساحة لتجاوز شون رايت فيليبس وتمرير الكرة إلى روني، الذي تجاوز توري ودي يونغ قبل أن يمرر الكرة إلى شاي غيفن. بعد مرور ربع ساعة، بدت الكرة الطويلة التي أرسلها مدافع السيتي جوليون ليسكوت متجهة مباشرة إلى بن فوستر، لكن تيفيز نجح في الوصول إليها قبل حارس مرمى يونايتد ومرر الكرة إلى غاريث باري ليسجل هدف التعادل. تم منح البطاقة الصفراء الأولى لتيفيز بسبب "الاندفاع المحرج" على فرديناند في الدقيقة 27، وفي الدقيقة 36 تعرض تيفيز لتدخل قوي من أندرسون، الذي تلقى كذلك إنذارًا بسبب هذا التدخل. وفي الدقيقة 44، حصل فيديتش أيضًا على بطاقة صفراء بسبب ارتكاب خطأ على ميكا ريتشاردز، وبعد دقيقة واحدة كاد تيفيز أن يمنح سيتي التقدم، حيث سدد كرة صدها القائم بعد لعب جماعي جيد بين توريه وآيرلند. في نهاية الشوط الأول، وبينما كان اللاعبون يغادرون الملعب، رد تيفيز على الاستقبال العدائي من جانب جماهير سترتفورد إند بالتصفيق "بسخرية". وبعد لحظات، ألقيت قطعة نقود معدنية من المدرجات على رأس زميل تيفيز في الفريق خافيير غاريدو.
استعاد يونايتد تقدمه بعد مرور أربع دقائق من الشوط الثاني، عندما قفز دارين فليتشر فوق باري ليحول كرة عرضية من غيغز برأسه إلى المرمى. ثم حصل بارك جي سونغ وغيغز على فرصتين لمنح يونايتد الهدف الثالث، لكن لم يتمكن أي منهما من التسجيل. وبدلاً من ذلك، جاء هدف التعادل لمانشستر سيتي سريعًا في الدقيقة 52 عن طريق كريغ بيلامي، الذي تقدم بالكرة أمام جون أوشي وسدد في الزاوية العليا من خارج منطقة الجزاء. ثم تلقى بيلامي بطاقة صفراء في الدقيقة 59 بسبب عرقلته لأندرسون، وسرعان ما أجرى يونايتد أول تبديل في المباراة، حيث دخل الوافد الجديد أنتونيو فالنسيا بدلاً من بارك. حصل يونايتد على المزيد من الفرص للتسجيل لكن غيفن تصدى لعدة محاولات، أولاً من ضربة رأس من مسافة قريبة لبرباتوف، ومرة أخرى من تسديدة قوية من غيغز. أجرى يونايتد تغييره الثاني في المباراة في الدقيقة 78، حيث دخل أوين بدلاً من برباتوف. وأخيرًا وبعد عدة محاولات، نجح يونايتد في التقدم للمرة الثالثة قبل 10 دقائق من نهاية المباراة؛ حيث سجل فليتشر هدفه الثاني بصناعة من غيغز، وهذه المرة من ركلة حرة بعد خطأ على إيفرا. رد السيتي بشكل إيجابي، وحصل على فرص للتعادل من خلال لاعبي الأكاديمية رايت فيليبس وريتشاردز. في الدقيقة الأخيرة من الوقت الأصلي، اعترض الجناح مارتن بتروف، الذي دخل في الدقيقة 83 كبديل لدي يونغ في تغيير هجومي، تمريرة غير دقيقة من فرديناند بالقرب من خط منتصف الملعب ومرر الكرة إلى بيلامي، الذي اندفع بسرعة على الجانب الأيسر وسدد الكرة بقوة أمام فوستر المنطلق ليسجل هدفه الثاني في المباراة.
بعد أن أمر الحكم الرابع في البداية بالإشارة إلى لعب أربع دقائق كوقت بدل ضائع، سمح الحكم مارتن أتكينسون باستمرار المباراة بعد تلك الدقائق الأربع الأولية، بسبب هدف بيلامي المتأخر وطول مدة الاحتفال الذي تلا ذلك، بالإضافة إلى قيام يونايتد بإجراء التبديل الأخير المخصص له بإدخال مايكل كاريك بدلاً من زميله لاعب الوسط أندرسون. في الدقيقة السادسة من الوقت المحتسب بدل الضائع، صنع غيغز هدفه الثالث في المباراة؛ بعد تحكمه بكرة عالية كانت قد شُتتت بالرأس بعد لعب ركلة حرة، حيث مرر الكرة إلى البديل أوين، الذي وجد مساحة على الجانب الأيمن من دفاع السيتي، ليضع الكرة يسار غيفن المتقدم لتصبح النتيجة 4–3. شوهد مدرب السيتي هيوز من خلال كاميرات التلفزيون وهو يحتج بغضب على الحكم الرابع آلان وايلي [الإنجليزية] ، بينما ركض فيرغسون احتفالًا بالهدف القاتل.

### التفاصيل
| مانشستر يونايتد                          | 4–3                                   | مانشستر سيتي                 |
| ---------------------------------------- | ------------------------------------- | ---------------------------- |
| - روني 2' - فليتشر 49'، 80' - أوين 90+6' | تقرير الدوري الإنجليزي تقرير بي بي سي | - باري 16' - بيلامي 52'، 90' |

| مانشستر يونايتد | مانشستر سيتي |

| GK            | 12 | بن فوستر         |     |       |
| RB            | 22 | جون أوشي         |     |       |
| CB            | 5  | ريو فرديناند     |     |       |
| CB            | 15 | نيمانيا فيديتش   | 43' |       |
| LB            | 3  | باتريس إيفرا     |     |       |
| RM            | 13 | بارك جي سونغ     |     | 62'   |
| CM            | 24 | دارين فليتشر     |     |       |
| CM            | 8  | أندرسون أوليفيرا | 36' | 90+3' |
| LM            | 11 | ريان غيغز (ق)    |     |       |
| CF            | 9  | ديميتار برباتوف  |     | 78'   |
| CF            | 10 | واين روني        |     |       |
| البدلاء:      |    |                  |     |       |
| GK            | 29 | توماش كوشتشاك    |     |       |
| DF            | 2  | غاري نيفيل       |     |       |
| DF            | 23 | جوني إيفانز      |     |       |
| MF            | 16 | مايكل كاريك      |     | 90+3' |
| MF            | 17 | ناني             |     |       |
| MF            | 25 | أنتونيو فالنسيا  |     | 62'   |
| FW            | 7  | مايكل أوين       |     | 78'   |
| المدرب:       |    |                  |     |       |
| أليكس فيرغسون |    |                  |     |       |

| GK        | 1  | شاي غيفن        |     |     |
| RB        | 2  | ميكاه ريتشاردز  |     |     |
| CB        | 28 | كولو توريه (ق)  |     |     |
| CB        | 19 | جوليون ليسكوت   |     |     |
| LB        | 3  | واين بريدج      |     |     |
| CM        | 34 | نايجل دي يونغ   |     | 83' |
| CM        | 18 | غاريث باري      |     |     |
| RW        | 8  | شون رايت فيليبس |     |     |
| AM        | 7  | ستيفن آيرلند    |     |     |
| LW        | 39 | كريغ بيلامي     | 58' |     |
| CF        | 32 | كارلوس تيفيز    | 27' |     |
| البدلاء:  |    |                 |     |     |
| GK        | 12 | ستيوارت تايلور  |     |     |
| DF        | 5  | بابلو زاباليتا  |     |     |
| DF        | 15 | خافيير غاريدو   |     |     |
| DF        | 16 | سيلفينيو        |     |     |
| MF        | 17 | مارتن بتروف     |     | 83' |
| MF        | 40 | فلاديمير فايس   |     |     |
| FW        | 50 | دافيد بالليري   |     |     |
| المدرب:   |    |                 |     |     |
| مارك هيوز |    |                 |     |     |

| رجل المباراة - دارين فليتشر (مانشستر يونايتد) الحكام - الحكام المساعدون: - فيليب شارب - دافيد ريشالدسون - الحكم الرابع: - آلان وايلي [الإنجليزية] (ستافوردشاير) | قواعد المباراة - 90 دقيقة من اللعب، مقسومة إلى شوطين مدة كل شوط 45 دقيقة. - لا تلعب الأشواط الإضافية أو ركلات الجزاء الترجيحية. - تواجد 7 لاعبين بدلاء على مقاعد الاحتياط. - يمكن إجراء 3 تغييرات كحد أقصى. |

### الإحصائيات

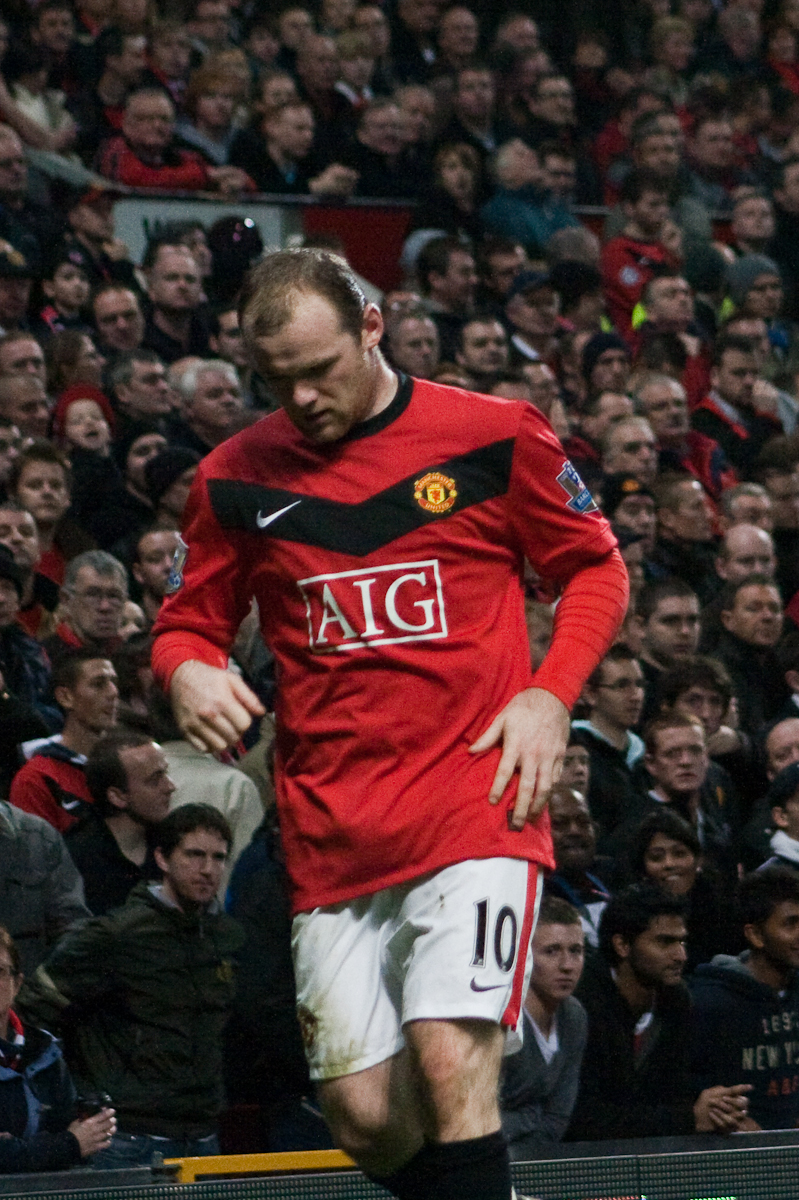
سجل واين روني الهدف الأول لمانشستر يونايتد في الدقيقة الثانية.

| الإحصائيات              | مانشستر يونايتد | مانشستر سيتي |
| الاستحواذ               | 59.5%           | 40.5%        |
| التسديدات على المرمى    | 8               | 4            |
| التسديدات خارج القائمين | 10              | 4            |
| التسديدات المُعترضة      | 6               | 3            |
| الركنيات                | 12              | 1            |
| الأخطاء المرتكبة        | 15              | 16           |
| التدخلات                | 14              | 26           |
| التسللات                | 0               | 1            |
| البطاقات الصفراء        | 2               | 2            |
| البطاقات الحمراء        | 0               | 0            |
| ----------------------- | --------------- | ------------ |
| المصدر: سكاي سبورتس     |                 |              |

## بعد المباراة
تعرض الحكم مارتن أتكينسون لانتقادات بسبب سوء تقديره للوقت من قبل مدرب مانشستر سيتي مارك هيوز، الذي قال إن سيتي شعر بأنه "سُرق" بسبب قرار السماح باستمرار المباراة؛ وكان الحكم الرابع آلان وايلي [الإنجليزية] قد أشار إلى إضافة أربع دقائق من الوقت الإضافي، لكن هدف الفوز لأوين جاء بعد ست دقائق من مرور الدقيقة 90. تم الإبلاغ عن تصرفات وايلي على خط التماس، بما في ذلك الظهور وكأنه يشارك نكتة مع أليكس فيرغسون وتجاهل أسئلة هيوز فيما يتعلق بضبط الوقت، إلى الاتحاد الإنجليزي لكرة القدم من قبل مانشستر سيتي. أعرب هيوز عن "الإحباط" و"خيبة الأمل الشديدة" بسبب القرار؛ وأضاف أنه يريد تفسيرًا من أتكينسون، لكنه اعترف بأنه من غير المرجح أن يحصل على تفسير. قام رئيس لجنة حكام المباريات المحترفين [الإنجليزية] (PGMOL)، كيث هاكيت، بتحليل لقطات وإحصائيات المباراة وخلص إلى أن أتكينسون كان على حق في تمديد الوقت الإضافي إلى ما بعد الدقائق الأربع. أجرت صحيفة الجارديان دراسة كشفت أن يونايتد كان يحصل بانتظام على وقت إضافي أكثر في أولد ترافورد خلال المباريات التي كان معتادلا أو متأخرًا فيها، مقارنة بالمباريات التي يكون فيها متقدمًا. اقترح هيوز استخدام مسجل وقت مستقل في المستقبل لإضفاء مزيد من الوضوح بهذا الخصوص.
| المركز | الفريق          | المباريات | فوز | تعادل | خسارة | أ.له | أ.عليه | ف.أ | النقاط |
| ------ | --------------- | --------- | --- | ----- | ----- | ---- | ------ | --- | ------ |
| 1      | تشيلسي          | 6         | 6   | 0     | 0     | 15   | 3      | +12 | 18     |
| 2      | مانشستر يونايتد | 6         | 5   | 0     | 1     | 15   | 6      | +9  | 15     |
| 3      | ليفربول         | 6         | 4   | 0     | 2     | 16   | 9      | +7  | 12     |
| 4      | مانشستر سيتي    | 5         | 4   | 0     | 1     | 11   | 5      | +5  | 12     |
| 5      | أستون فيلا      | 5         | 4   | 0     | 1     | 8    | 3      | +5  | 12     |
| 6      | توتنهام هوتسبير | 6         | 4   | 0     | 2     | 12   | 10     | +2  | 12     |

أشاد فيرغسون بالمباراة باعتبارها "أفضل مباراة ديربي على الإطلاق"، وقال أن اليونايتد كان بإمكانه الفوز بنتيجة 7–0 لو لم يرتكب فريقه العديد من الأخطاء الدفاعية، لكنه اعترف بأن تلك الأخطاء هي التي جعلتها مباراة كلاسيكية. وفي مقال كتبه لهيئة الإذاعة البريطانية (بي بي سي)، اتفق كاتب قسم كرة القدم الرئيسي فيل ماكنولتي [الإنجليزية] مع تقييم فيرغسون للمباراة باعتبارها كلاسيكية، وقارنها بفوز ليفربول 4–3 على نيوكاسل يونايتد في عام 1996.  كما أشاد فيرغسون بمساهمات أوين، صاحب هدف الفوز، ووصفه بأنه "من الطراز العالمي"، وكان أوين يأمل أن يضع الهدف حدًا لأي شكوك لدى جماهير يونايتد بشأن توقيعه. رأى أوين أن الفوز كان مستحقًا حيث سيطر الفريق على المباراة، بينما وصف فليتشر المباراة بأنها "مجهدة" و"عاطفية"، وقال إن السيتي أثبت لماذا سيكون من الصعب على يونايتد الدفاع عن لقبه. كما رأى أن يونايتد أظهر شخصية عظيمة طوال المباراة، مضيفًا أنه سعيد بتسجيله أهدافه الأولى هذا الموسم.
وصف فوستر المباراة بأنها "كارثة"، بينما قال ليسكوت لاعب مانشستر سيتي إنه "لا توجد أعذار" للأداء الدفاعي لفريقه، رغم أنه شعر أن فريقه يستحق التعادل. دافع توريه عن أداء زميله المدافع ريتشاردز، الذي كان ينبغي أن يراقب أوين قبل هدف الفوز في اللحظة الأخيرة، وعزا الخطأ إلى قلة خبرة ريتشاردز ونقص وقت اللعب بين لاعبي الدفاع معًا، على الرغم من أن ريتشاردز اعترف في وقت لاحق من الموسم بأنه "تأخر عن اللعب لبضع ثوانٍ" وأراد أن يصلح الأمر. قال هيوز إنه شعر بخيبة أمل بسبب عدم قدرة فريقه على الفوز بالمباراة، لكنه كان حازمًا في رأيه بأن مانشستر سيتي سيكون منافسًا، وقال إن تعليقات فيرغسون بعد المباراة كانت دليلاً على أنه يعتقد نفس الشيء. بينما وافق ليسكوت رأي مدربه، كتب الناقد التلفزيوني آلن هانسن في صحيفة ديلي تلغراف أن الأمر سيستغرق بعض الوقت لتحويل سيتي إلى فريق "يتمتع بالوحدة والخبرة التي يتمتع بها يونايتد بكثرة"، وفي صحيفة الإندبندنت، أشار الصحفي جيمس لوتون إلى الخبرة الشاملة لغيغز وصاحب هدف الفوز بالمباراة أوين، اللذين تعاونا لتسجيل هدف الفوز. لقيادته يونايتد إلى الفوز في كل مبارياته في الدوري الإنجليزي الممتاز في سبتمبر 2009، حصل فيرغسون لاحقًا على جائزة أفضل مدرب في الدوري الإنجليزي الممتاز في الشهر، للمرة 24 له في المجمل.
وجهت الشرطة اتهامات لرجل يبلغ من العمر 21 عامًا بالدخول بشكل غير قانوني إلى الملعب بعد المباراة، وكشف مانشستر سيتي أنه لن يعاقب كريغ بيلامي على اقترابه من الرجل ودفعه بعيدًا عنه؛ ودافع هيوز ومساعده مارك بوين عن تصرفات بيلامي. برر بيلامي تصرفاته قائلاً: "الحقيقة البسيطة هي أنه لم يكن ينبغي أن يكون في الملعب". ادعى غاري نيفيل، الذي لم يشارك في اللقاء وظل في دكة البدلاء، أن كرة القدم أصبحت "حساسة للغاية" بعد أن حذره الاتحاد الإنجليزي لكرة القدم بشأن احتفاله بهدف الفوز؛ واتهمه هيوز بالتصرف مثل "المجنون" لركضه إلى الملعب وعلى طول خط التماس باتجاه قسم مشجعي الفريق الضيف. في النهاية لم يواجه أي من اللاعبين أي عقوبة من الاتحاد الإنجليزي لكرة القدم، على الرغم من تحذيرهما بشأن سلوكهما المستقبلي. وبينما لم تحدث أي اضطرابات واسعة النطاق وفقًا للشرطة، قبض على 12 شخصًا في الملعب بتهمة ارتكاب جرائم تتعلق بالنظام العام [الإنجليزية] ، وتم القبض على 10 آخرين في وسط المدينة، بينما طرد 51 شخصًا من الملعب أثناء المباراة. صرح غاريدو، الذي رُميت عليه عملة معدنية في الشوط الأول، أن يونايتد "خلق جوًا من العداء" تجاه سيتي. لم يواجه يونايتد أي إجراء تأديبي بسبب الحادث، لكن الاتحاد الإنجليزي لكرة القدم أصدر بيانًا قال فيه إنه يتوقع من يونايتد "استخدام جميع الوسائل المتاحة لتحديد الجاني والتعامل معه بشكل مناسب، جنبًا إلى جنب مع المشجع الذي دخل الملعب، والسعي إلى حظرهما من حضور المباريات المستقبلية".

### اللقاءات في بقية الموسم

#### نصف نهائي كأس الرابطة
بعد هزيمة أرسنال وتوتنهام هوتسبير على التوالي في ربع نهائي كأس الرابطة، أوقعت القرعة السيتي واليونايتد في مواجهة بعضهما البعض في الدور نصف النهائي، والتي قُرر أن تلعب من مباراتين في يناير 2010، مع تأجيل المباراتين بسبب " التجميد الكبير [الإنجليزية] " في ذلك الشتاء. قبل مباراة الذهاب في 19 يناير، صرح نيفيل أن تيفيز لا يستحق مبلغ 25 جنيهًا إسترلينيًا التي كانت ستكلف يونايتد التعاقد معه، متفقًا مع قرار فيرغسون بعدم المضي قدمًا في عملية الانتقال. انتهت المباراة التي أقيمت على ملعب مدينة مانشستر بفوز السيتي بنتيجة 2–1 بهدفين من تيفيز. بعد الهدف الأول، احتفل تيفيز بإشارة بيده تجاه نيفيل، مشيرًا إلى أن تصريحاته كانت خاطئة، بينما شوهد نيفيل وهو يرفع إصبعه الأوسط لتيفيز. احتفل تيفيز بهدفه الثاني بوضع يديه على أذنيه في وجه مدرب يونايتد، ردًا على عدم شراء النادي له. صرح تيفيز لاحقًا أنه شعر بالأذى من تعليقات نيفيل وفيرغسون، واستخدمها كحافز للعب بشكل جيد في المباراة. في مقابلة إذاعية بعد المباراة، وصف تيفيز نيفيل بأنه "أحمق" و"لاعق أحذية". رفض فيرغسون وجود خلاف قائلاً إن اللاعبين يتجادلون طوال الوقت، وأعرب روبرتو مانشيني مدرب مانشستر سيتي، الذي تم تعيينه بدلاً من هيوز في ديسمبر 2009، عن أمله في أن تنتهي هذه القضية. في النهاية، تجنب كلا اللاعبين العقوبة من الاتحاد الإنجليزي لكرة القدم بسبب أفعالهما. كما رفض فيرغسون تحذير لاعبيه بشأن سلوكهم، قائلاً إنها لم تكن تمثل مشكلة من قبل في المباريات الكبرى.
بعد المباراة، تبين أن الشرطة قامت باعتقال 18 شخصًا ومصادرة أشياء مثل كرات الغولف والسهام، والتي حاول بعض مشجعي مانشستر يونايتد تهريبها إلى الملعب؛ كما رمى أحد مشجعي مانشستر سيتي باتريس إيفرا لاعب مانشستر يونايتد بقداحة سجائر. تم القبض على 15 شخصًا آخرين لإلقاء قوارير على ضباط الشرطة بعد المباراة، وتم القبض على 11 آخرين في مداهمات في الصباح قبل مباراة الإياب. عقد مسؤولون من الاتحاد الإنجليزي لكرة القدم اجتماعات مع كلا الناديين لمحاولة ضمان إقامة مباراة إياب سلمية في أولد ترافورد، بينما تم الإعلان عن وجود 75 ضابط شرطة إضافيين في الخدمة. تمت مقارنة المباراة مجازيًا ببرميل بارود [الإنجليزية] من قبل قناة سكاي سبورتس البريطانية بسبب طبيعة المباراتين السابقتين، بينما كتبت صحيفة الجارديان أنها كانت "المباراة الأكثر خطورة" في الملعب ذلك الموسم.
فاز يونايتد في مباراة الإياب بنتيجة 3–1، بعد أن تقدم بهدفين عن طريق سكولز وكاريك، سجل تيفيز مرة أخرى ليعادل النتيجة 3–3. بدا أن المباراة تتجه إلى الوقت الإضافي قبل أن يسجل روني في الدقيقة 90+2 ليقود يونايتد إلى النهائي. واجه يونايتد إجراءات تأديبية في أعقاب حوادث قام فيها مشجعوهم بإلقاء أشياء على كريغ بيلامي لاعب سيتي، بما في ذلك عملة معدنية ضربته في مؤخرة رأسه، وقوارير. وجهت اتهامات إلى رجل من ستوك بورت بالحادث، في حين أكدت الشرطة أن ستة رجال تم القبض عليهم للاشتباه في ارتكابهم أعمال تخريب جنائية والتآمر لارتكاب أعمال شغب عنيفة. تم رفض القضية بسبب خطأ فني في نوفمبر 2011. ووصف الصحفي كيفين ماكارا [الإنجليزية] من صحيفة الغارديان هذا الفوز بأنه "فوز أعظم من جائزة الوصول إلى النهائي" بسبب طبيعة المنافسة.

#### مباراة العودة في الدوري: سيتي 0–1 يونايتد
في أبريل، وقبل مباراة العودة بالدوري التي ستقام على ملعب مدينة مانشستر، حذرت الشرطة كل من تيفيز ونيفيل من القيام بأي شيء من شأنه أن يثير مشاكل الجماهير مرة أخرى، بعد احتفالاتهما وتعليقاتهما طوال الموسم. وأكد فيرغسون أنه لا يشعر بأي ندم بشأن السماح لتيفيز بمغادرة النادي، على الرغم من مخاوف الإصابة التي قد يتعرض لها روني قبل المباراة. قال تيفيز إنه لا يزال لا يفهم النية وراء لوحة "مرحبًا بك في مانشستر" التي تسببت في الكثير من الجدل عند توقيعه. وقال مانشيني إن المباراة ستكون من بين أهم المباريات في تاريخ النادي، حيث أن الفوز سيساعدهم في محاولتهم التأهل لدوري أبطال أوروبا، وسيظهر أن سيتي يمكن أن يكون منافسًا على اللقب في الموسم التالي. اعترف فيرغسون بأن المباراة أصبحت الآن "مختلفة" حيث أصبح سيتي الآن ينافس على الألقاب ويتطلع إلى تحقيق نجاح كبير. بعد موسم قوي، دخل مانشستر سيتي المباراة وهو لا يزال ينافس على مكان في دوري أبطال أوروبا للموسم التالي. وفي مقال كتبه في صحيفة ديلي تلغراف، قال الصحفي الرياضي هنري وينتر إن المباراة لم تكن أبدًا "مليئة بالمكائد والأهمية إلى هذا الحد". لقد غضب مانشستر سيتي عندما تم اختيار الحكم أتكينسون، الذي تم تعيينه في الأصل لإدارة مباراة بين ستوك سيتي وبولتون واندررز، ليحل محل ستيف بينيت في اليوم السابق للمباراة. انتهت المباراة بنتيجة 1–0 بهدف في الدقيقة 90+3 من سكولز، ليمنح يونايتد هدف الفوز الثالث في الوقت المحتسب بدل الضائع ضد سيتي هذا الموسم. 

## الإرث

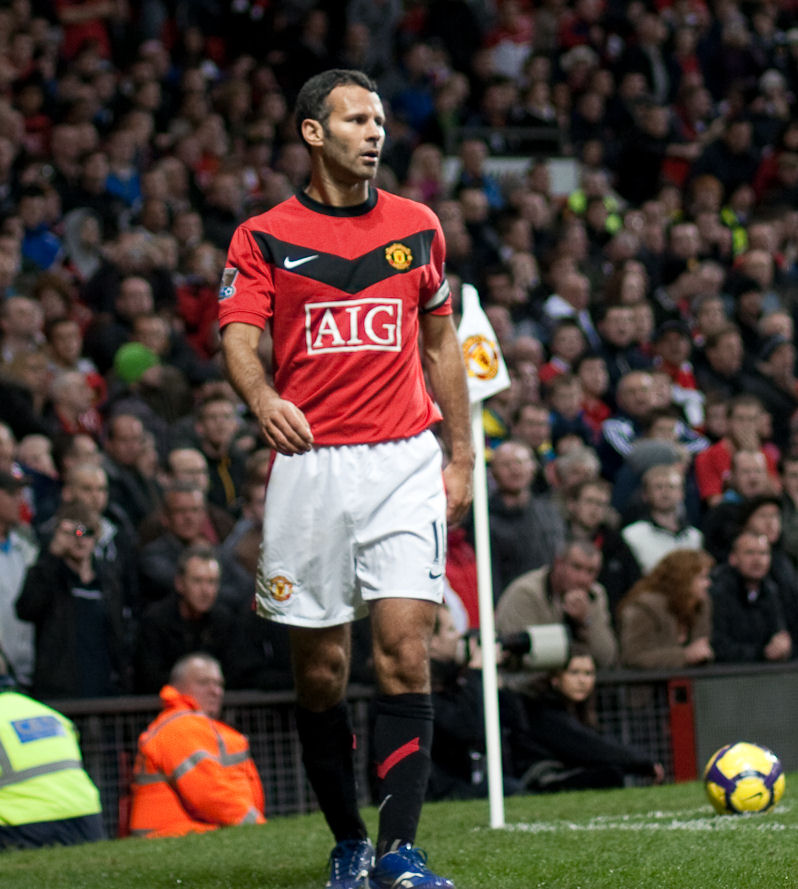
يعتبر أداء ريان غيغز في المباراة أحد أعظم أداءاته على الإطلاق.

وُصف هدف الفوز الذي أحرزه أوين بأنه الأكثر دراماتيكية منذ الهدف الذي سجله لصالح إنجلترا ضد الأرجنتين في كأس العالم 1998، وعند اعتزاله تم تصنيفه باعتباره رابع أعظم هدف في مسيرته من قبل صحيفة الإندبندنت . اختارت صحيفة الغارديان الهدف ضمن أفضل لحظات أوين لفيلمها Joy of Six. كما صُنف الهدف ضمن أفضل لحظات الديربي على الإطلاق. عند إدخاله إلى قاعة مشاهير كرة القدم الإنجليزية في عام 2014، وصف أوين هدفه بأنه واحد من الأهداف العشرة التي سجلها طوال مسيرته والتي كان لها "مكانة خاصة" في قلبه، واعتبر المباراة واحدة من أعظم المباريات التي تم بثها على التلفاز على الإطلاق. في سيرته الذاتية التي صدرت عام 2018، بعنوان "Reboot"، وصف أوين الهدف بأنه "هدف مميز في مباراة مهمة للغاية"، وأنه "كانت لحظة سأظل أتذكرها دائمًا". يُنظر إلى الهدف على أنه أخر لحظة عظيمة في مسيرة اللاعب، فضلاً عن كونه أحد أكثر الأهداف التي لا تُنسى في الوقت بدل الضائع في تاريخ الدوري الإنجليزي الممتاز. سجل الهدف رسميًا عند الدقيقة 95:26، وهو خامس هدف متأخر يسجله لاعب من يونايتد في مباراة بالدوري الإنجليزي الممتاز.
في حفل توزيع جوائز الدوري الإنجليزي الممتاز [الإنجليزية] 2012، تم التصويت على المباراة باعتبارها الأعظم في أول 20 عامًا من الدوري الإنجليزي الممتاز،  وحصلت على 18.4٪ من تصويت الجمهور، متغلبة على مباراة فوز ليفربول 4–3 على نيوكاسل يونايتد من عام 1996، ووُصفت بأنها أعظم مقابلة في ديربي مانشستر وأكثرها دراماتيكية على الإطلاق. أثناء ظهوره في برنامج Soccerbox الخاص بغاري نيفيل في عام 2017، أخبر غيغز نيفيل أنه يعتقد أن هذه كانت واحدة من أفضل الأجواء التي شهدها على الإطلاق في أولد ترافورد، واختارها كواحدة من المباريات الخمس التي يود أن يلعبها مرة أخرى. أثناء حديثه إلى موقع الدوري الإنجليزي الممتاز في عام 2012، اختار غيغز المباراة باعتبارها الأعظم في تاريخ الدوري. عند اعتزال غيغز، صنفت وسائل إعلام مثل الغارديان و إي إس بي إن ما قدمه في المباراة ضمن أعظم 10 عروض في مسيرته.

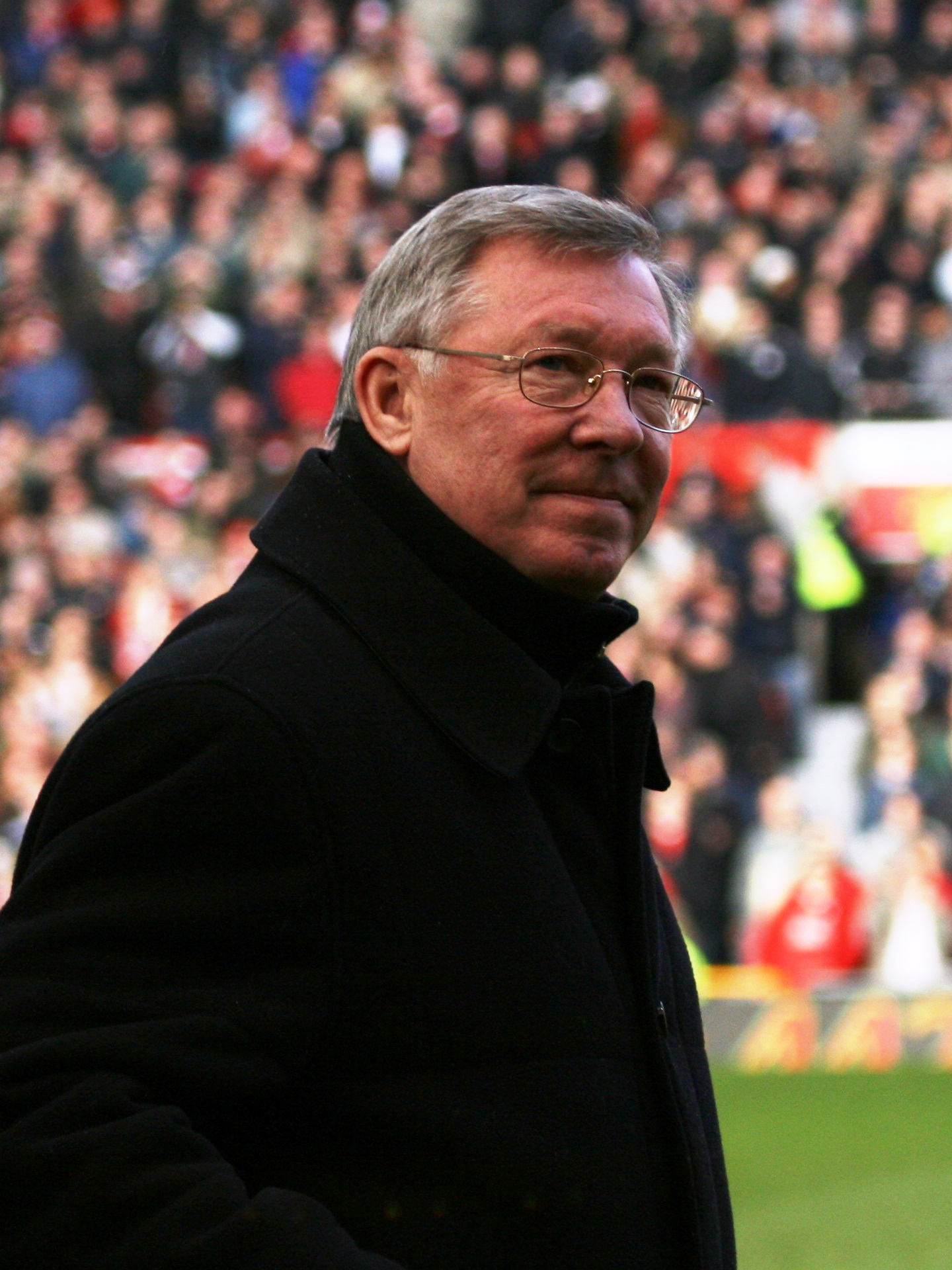
وصف مدرب مانشستر يونايتد أليكس فيرغسون منافسيه بـ"الجيران المزعجين".

وفي حديثه لموقع الدوري الإنجليزي الممتاز بعد اعتزاله، أشار حارس مرمى مانشستر سيتي غيفن إلى أن هذه المباراة هي المفضلة لديه على الإطلاق، قائلًا إنها تحتوي على "كل شيء". على الرغم من كونه على الجانب الفائز، إلا أن نظيره بن فوستر اعترف بأداءه الضعيف كأحد الأسباب الرئيسية لعدم نجاحه في يونايتد، ونقل عن فيرغسون قوله له، "إذا فعلت هذا مرة أخرى، فسوف تنتهي"؛ أصبح فوستر في النهاية حارس مرمى يونايتد الثالث خلف أدوين فان در سار وتوماش كوشتشاك، قبل بيعه إلى برمنغهام سيتي في نهاية الموسم. عند ظهوره كضيف في برنامج Monday Night Football على قناة سكاي سبورتس في عام 2018، اختار لاعب خط وسط يونايتد دارين فليتشر أيضًا المباراة كمفضلة لديه.
بعد مرور 10 سنوات، قال كريغ بيلامي، الذي تم التصويت على هدفه الأول كهدف الشهر من قبل هيئة الإذاعة البريطانية (بي بي سي)، لموقع مانشستر سيتي على الإنترنت، إن المباراة كانت اللحظة التي انقلبت فيها الأمور بين ناديي مانشستر، حيث أحس في ذلك الوقت أن مانشستر سيتي أصبح منافسًا أقوى على الألقاب - في السنوات العشر التالية، فاز مانشستر سيتي بـ 12 مباراة ديربي مقارنة بـ 10 مباريات لمانشستر يونايتد، وفاز بـ 13 لقبًا، أي أكثر بخمسة ألقاب من مانشستر يونايتد. ردد شون رايت فيليبس رأي بيلامي خلال مقابلة عام 2020 مع موقع ذا أثلتيك، مشيرًا إلى أن طريقة الهزيمة لم تكن مؤلمة لأنهم كانوا يعرفون أن النادي سيصل إلى مستوى أعلى. في المقابل، قال دافيد بالليري لاعب مانشستر سيتي البالغ من العمر 19 عامًا آنذاك، في وقت لاحق إن هذه كانت أقرب مباراة له على الإطلاق للمشاركة مع النادي، متذكرًا أن تيفيز تعرض لضربة وطلب منه هيوز الإحماء، ولكن في النهاية بقي تيفيز وغادر بول النادي في عام 2011 دون الظهور ولو مرة واحدة.
على الرغم من أن العلاقة بين فيرغسون وهيوز كانت متوترة في ذلك الوقت، إلا أن فيرغسون كان من أوائل الأشخاص الذين اتصلوا بهيوز وعرضوا دعمه عندما أقاله سيتي في ديسمبر 2009. ووصف فيرغسون قرار إقالة هيوز بأنه "غير مقبول"، لكنه كان واثقًا من أن مسيرته المهنية سوف تتعافى. يعتبر تصريح فيرغسون بعد المباراة، والذي وصف فيه مانشستر سيتي بـ "الجيران المزعجين" لمانشستر يونايتد، على نطاق واسع كأحد أعظم تصريحاته، وكذلك التعليق الذي أدلى به قبل المباراة، والذي وصف فيه مانشستر سيتي بأنه "نادٍ صغير بعقلية صغيرة".

## أنظر أيضا
- ليفربول 4–3 نيوكاسل يونايتد (1996).
- مانشستر يونايتد 1–6 مانشستر سيتي.
- مانشستر سيتي 3–2 كوينز بارك رينجرز.